# José Luiz Majella Delgado
José Luiz Majella Delgado CSsR (* 19. Oktober 1953 in Juiz de Fora, Brasilien) ist ein brasilianischer Ordensgeistlicher und römisch-katholischer Erzbischof von Pouso Alegre.

## Leben
José Luiz Majella Delgado trat der Ordensgemeinschaft der Redemptoristen am 2. Februar 1977 bei und legte am 31. Juli 1980 die Profess ab. Der Weihbischof in Itabira, Lélis Lara CSsR, weihte ihn am 2. August 1980 zum Diakon und der Bischof von Barra do Piraí-Volta Redonda, Waldyr Calheiros Novaes de Novais, weihte ihn am 14. März 1981 zum Priester. 
Papst Benedikt XVI. ernannte ihn am 16. Dezember 2009 zum Bischof von Jataí. Der Erzbischof von Mariana, Geraldo Lyrio Rocha, spendete ihm am 27. Februar des nächsten Jahres die Bischofsweihe; Mitkonsekratoren waren Raymundo Damasceno Assis, Erzbischof von Aparecida, und Waldyr Calheiros Novaes de Novais, Altbischof von Barra do Piraí-Volta Redonda. Als Wahlspruch wählte er Per Carita Servire.
Am 28. Mai 2014 ernannte ihn Papst Franziskus zum Erzbischof von Pouso Alegre.